# Uggiate-Trevano
Uggiate (AFI: /udˈdʒate; Ügiaa in dialetto comasco, AFI: /ʋyˈdʒaː/) è la sede del comune italiano di Uggiate con Ronago in provincia di Como in Lombardia. Fino al 1º gennaio 2024 costituiva un comune autonomo denominato Uggiate-Trevano.
Adagiato sulla cinta morenica, modellata dalle ultime glaciazioni, che si estende attorno alla valle del torrente Faloppia, si trova a circa 15 km da Como e a 16 km da Varese. Sul territorio è presente il valico pedonale di Pignora che per molti decenni ha funzionato regolarmente, chiuso nel 1983 è stato riaperto parzialmente per occasioni particolari a partire dal 19 marzo 2011.
Il territorio dell'ex comune si trova nel cuore dell'area dell'Alto Olgiatese.

## Geografia fisica

### Territorio
Il territorio di Uggiate-Trevano, esteso per 5,83 km², apparteneva alla cinta delle colline moreniche ai piedi del monte Generoso. L'altitudine ufficiale di Uggiate, corrispondente al punto sul quale sorge il Palazzo Municipale, è di 414 metri sul livello del mare. Il comune confinava a nord con Novazzano (Svizzera), a est con Ronago e Drezzo, a sud con Faloppio, a ovest con Bizzarone e Valmorea. Il comune distava 17 km da Como, 16 km da Varese, 24 km da Lugano e 50 km da Milano.

#### Idrologia
Il territorio comunale era attraversato da due torrenti della rete idrica principale della Lombardia:
- il torrente Lura nasce in località Pignora (a ridosso del confine con la Svizzera, sull'altura di Somazzo), attraversa da nord a sud il territorio dell'ex comune di Uggiate-Trevano, passa poi per Faloppio, Cadorago, riceve l'affluente Livescia e confluisce nell'Olona presso Rho.
- i rami torrentizi del Faloppia scorrono in Uggiate-Trevano verso nord. Uno smottamento di sabbia e argilla, dal pendio dell'attuale Ronago verso Chiasso, causò infatti nel Quaternario la formazione di un diaframma nella val Mulini che ha costretto il Faloppia ad allargare la valle e a scorrere verso nord in cerca di uno sbocco[8], per poi sfociare assieme al torrente Roncaglia nel Breggia presso Chiasso, in Svizzera. La zona di Val Faloppia in località Mulini, al confine con la Svizzera, costituisce una zona di interesse naturalistico[9].

#### Geologia e morfologia
Il territorio dell'attuale zona di confine tra la provincia di Como e il Canton Ticino ha avuto origine a partire dal Miocene, quando si formò il lago di Como, e dal Pliocene, quando si formò il monte Generoso. Il Quaternario ha visto il susseguirsi di ere di espansione (stadi) dei ghiacciai, che hanno portato alla formazione di cordoni morenici e cerchie moreniche (anfiteatri). Uggiate si adagia su un pianoro tra le colline moreniche che formano l'anfiteatro naturale del Faloppia, modellato dalla lingua glaciale che si estendeva dal Lario all'attuale Mendrisiotto durante la quarta glaciazione. Sui suoi terrazzi si affacciano Ronago, Trevano, Faloppio, e Drezzo, alla testata della Spina Verde a ovest di Como, a ridosso del confine con il Mendrisiotto, sul quale si aprono ampi squarci panoramici sullo sfondo del monte Generoso, della val di Muggio e del monte Bisbino. L'anfiteatro collinare del Faloppia, che (Mascetti, op. cit) definisce "di Chiasso Maggiore", pur se non molto esteso, è uno dei più completi e rappresentativi dei diversi stadi di avanzamento e ritiro della lingua glaciale. Non è rimasto alcun laghetto intermorenico (come quello di Montorfano), poiché il torrente Lura ha segato in profondità la morena tra Baragiola e Castel Lurate.

#### Sismologia
Classificazione sismica: zona 4 (zona con pericolosità sismica molto bassa. È la zona meno pericolosa dove le possibilità di danni sismici sono basse), ordinanza del presidente del Consiglio dei ministri n. 3274/2003, aggiornata con la delibera della Giunta regionale della Lombardia n. 14964 del 7.11.2003.

### Clima
Il clima di Uggiate è quello della fascia collinare lombarda, con una particolarità dovuta alla particolare posizione geografica di Uggiate-Trevano sulla dorsale morenica compresa tra la valle del Lanza e del Faloppia: gli inverni sono rigidi (con temperature leggermente più basse rispetto alle zone vicine) e poco piovosi; le estati sono calde con precipitazioni a carattere temporalesco; le primavere e gli autunni sono generalmente piovosi.
- Classificazione climatica: zona E, 2.718 GG[13].

## Origini del nome
Le prime citazioni storiche delle due comunità di Uggiate e Trevano, di cui si abbia notizia risalgono al 748 e all'852; nei documenti che portano tale date sono riportati i nomi di "Oglato" e "Trebano".
Il nome "Oglato", benché messo in relazione da Olivieri nel 1931 con "Octavius", inteso come distanza in miglia da Como lungo la strada passante dal Chiasso Maggiore (l'odierna val Mulini), viene oggi relazionato a un'origine celtica, e più precisamente al sostantivo di una tribù locale, gli Uglates, con il tipico suffisso genitivo in -ate, tipico della Lombardia.
Più chiara appare l'etimologia di Trevano, che sembra derivare dal longobardo trewa che significa "accampamento".

## Storia

### Dalla preistoria all'Alto Medioevo
I villaggi di Uggiate e Trevano dovevano tuttavia esistere molto prima delle date citate, forse nel periodo in cui nella regione dei laghi Lario, Ceresio e Verbano si stanziarono la cultura di Golasecca e i Liguri. Alcune tracce di palafitte furono ritrovate in località Brughiere nel 1918, danno prova di un'antica civilizzazione dei luoghi. Nello specifico l'area suddetta fu colonizzata dagli Insubri che diedero il nome alla regione Insubria.
Dopo una prima vittoria di Roma nel 222 a.C. nel 196 a.C. Claudio Marcello occupò definitivamente la città di Como e con essa i 27 castella, che con il relativo contado caddero sotto il controllo romano. Le più significative tracce lasciate dalla civiltà romana sono costituite da tre tombe a cremazione, risalenti al II o I secolo a.C., scoperte nel 1911 su una collina di proprietà Somaini, in località Ronco.
Risale probabilmente alla prima fase di cristianizzazione l'edificio di culto di Uggiate dedicato a San Pietro. La chiesa di Trevano è invece dedicata al Santo cavaliere San Michele, che fa propendere la sua nascita per il successivo periodo longobardo.
La caduta dell'Impero romano non causò particolari scosse nella regione; Como e il suo contado rimasero a lungo sotto un dominazione bizantina. All'arrivo dei Longobardi risale probabilmente il primo nucleo del Castello di Trevano, con annessa la cappella di san Michele. Sconosciuto è invece il periodo di edificazione del cosiddetto Castello di Uggiate, un tempo situato nella cosiddetta strecéta e collegato alla plebana dei Santi Pietro e Paolo tramite un sottopassaggio.

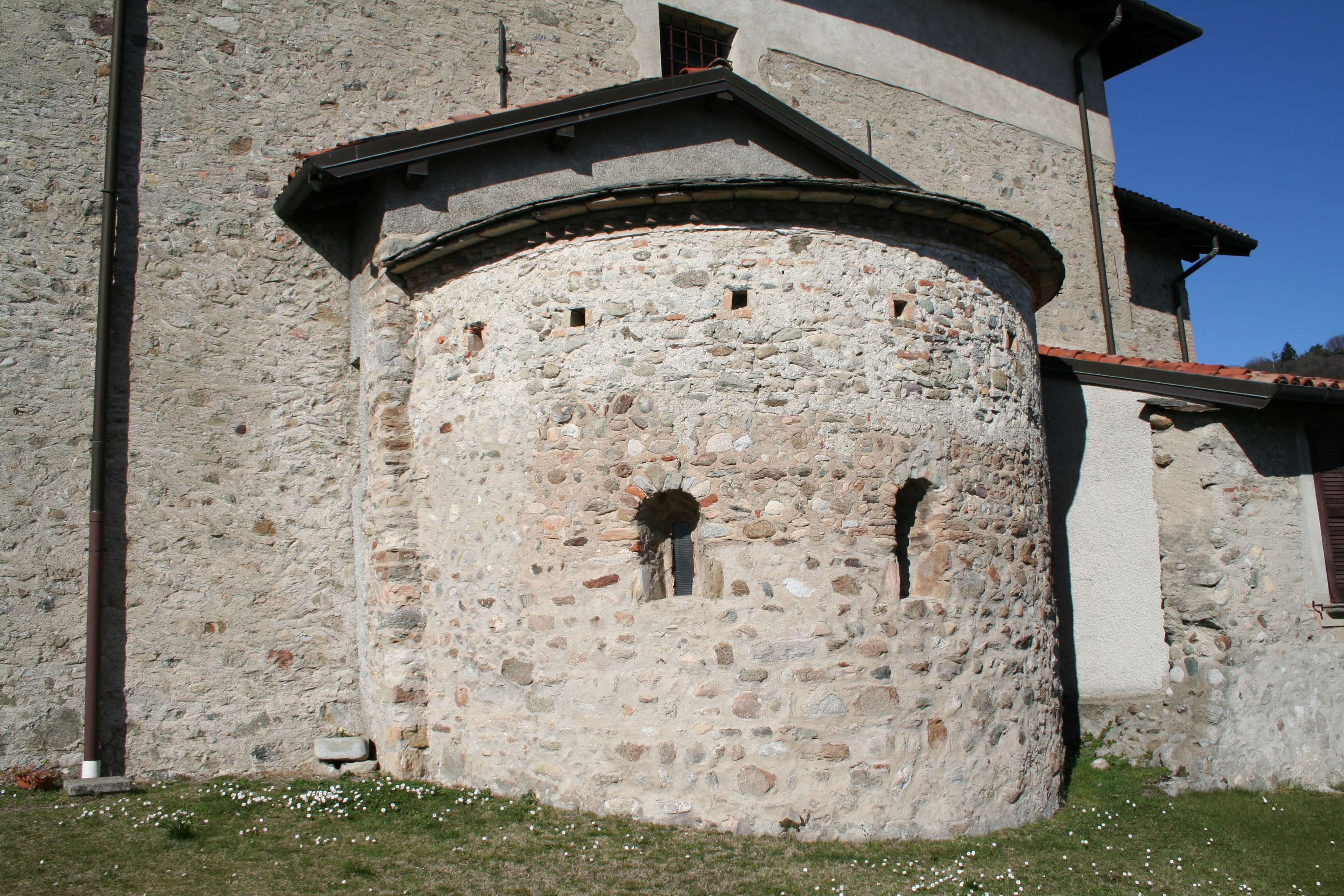
L'abside romanica della chiesa di San Michele a Trevano, che nella parte inferiore è databile all'XI secolo

Due secoli e mezzo dopo il loro arrivo, i Longobardi furono sconfitti da Carlo Magno. Nel 774 iniziò così il dominio dei Franchi, la diffusione definitiva del cristianesimo e l'affermazione del feudalesimo. L'area collinare con tutta la zona a occidente fino al Verbano e al Ticino e a oriente fino al Seveso e alla valle Intelvi faceva parte della contado del Seprio. Il potere locale era detenuto dai Vescovi di Como possedevano dei diritti fondiari sul territorio.

### Dall'età dei Comuni al '500
Con l'aumento del potere delle Città il contado di Uggiate e Trevano venne coinvolto a più riprese nelle guerre tra Como e Milano; una prima guerra, durata dal 1118 al 1127, si concluse con la distruzione di Como e la vittoria di Milano. A questo periodo risale un documento del 1121, nel quale è citato il paese di Trevano.
Grazie all'alleanza col Barbarossa, Como seppe risollevarsi, infliggendo ai milanesi una sconfitta sul colle di Drezzo, in faccia a quello di Trevano. Nel 1162, i lariani parteciparono alla distruzione della città rivale. Infine, dopo la sconfitta definitiva dell'Imperatore e la pace di Costanza del 1183 si giunse finalmente a un accordo tra Como e Milano che sanciva la definitiva appartenenza delle Pievi di Fino e Uggiate (con Olgiate) al territorio comasco. Iniziava un'era di sviluppo per Uggiate e tutta la sua Pieve.
Proprio nel contesto della pieve di Uggiate, nel 1335, gli annessi agli Statuti di Como fanno riferimento al comune de Ogiate et de Canova e al comune de Trevano et de Romazana.
Nel mentre, continuavano le lotte tra fazioni e famiglie rivali: a Como emergevano le famiglie dei Torriani e dei Rusca, mentre a Milano dal 1300 iniziava il predominio dei Visconti. L'influenza di Milano sulla regione comasca aumentava sempre più (risale al 1395 la nascita del Ducato) e nonostante i tentativi della famiglie comasche di mantenere l'indipendenza nel 1416 Como e il suo territorio si consegnarono definitivamente al potere del Ducato di Milano.
Nel 1450 subentrò alla guida del Ducato la famiglia degli Sforza; iniziavano però le ingerenze delle potenze europee: inizialmente i francesi occuparono il Ducato, poi calarono nella regione i mercenari svizzeri. Uggiate fu attraversato dalle truppe elvetiche nel 1510; il predomino svizzero si protrasse fino al 1516 quando nella battaglia di Marignano una coalizione franco-veneta riuscì a scacciare gli elvetici dai territori comaschi ma non dalle valli del Ticino che da allora entrarono a far parte della Confederazione elvetica.
La Pieve di Uggiate, pur mantenendo la sua supremazia sui centri oggi elvetici di Balerna, Coldrerio e Novazzano divenne da allora una Pieve di frontiera, situazione che segnerà profondamente tutta la seguente storia locale.

### I secoli XVI e XVII: l'arrivo degli spagnoli
Nel 1535 il Ducato e la Pieve di Uggiate passarono sotto la dominazione spagnola (Carlo V, che sarebbe durata per circa due secoli. La zona divenne sede di traffici di contrabbando di grano: il Ticino infatti era duramente colonizzato dai balivi dei cantoni tedescofoni che lo lasciavano senza risorse.
Appartiene a questo periodo la storia di "tre giovinette" che "per recare fede allo sposo" preferirono venire murate vive nelle mura della chiesa di Somazzo piuttosto che venire meno ai loro doveri. La ricerca storica ha permesso di avvalorare la realtà di questa vicenda: ancora oggi rimangono nelle mura della chiesa tre cellette con i poveri resti.
Dal punto di vista amministrativo occorre notare lo svolgimento dei primi estimi rurali nel 1545 a Trevano e nel 1592 a Uggiate.
Nel 1650 accadde un fatto memorabile per molte comunità della zona: il governo spagnolo decise di metter in vendita la libertà delle Pieve, fino ad allora sottoposta all'Imperatore. Uggiate, grazie al pagamento effettuato dai propri cittadini, ottenne la libertà il 6 aprile 1653, libertà che l'8 marzo 1656 toccò tutti i paesi della zona.

### Il Settecento e l'Ottocento: riforme e sviluppo
Con la pace di Utrecht del 1713 i territori insubri passarono sotto la Corona austriaca, che diede subito un forte impulso allo sviluppo e alla crescita.
Nel 1751 il territorio comunale di Uggiate si estendeva già ai cassinaggi di "Cà Nova", Mirabello, "Chiesa di Somazzo", Pioppette, Pressino e Belvedere, mentre il comune di Trevano comprendeva già i cassinaggi di "Romanzana", Crapone, "Molino del Gallo", "Molino della Vignasia", "Molino di Luisino", "Molino del Torchio" e "Molino del Giorgio".
Nel 1755 fu ultimato il Catasto Teresiano che permise ulteriori riforme amministrative e che costituisce oggi una preziosissima fonte di analisi del territorio.
L'amministrazione austriaca fu però interrotta nel 1796 dall'arrivo dei rivoluzionari francesi. Nel 1802 nacque la Repubblica Cisalpina e in seguito la Repubblica Italiana. Nell'ambito di una semplificazione amministrativa Uggiate fu nominato capoluogo di un Comune aggregato composto da sei comunità (Uggiate, Trevano, Camnago, Gaggino, Ronago, Bizzarone); è curioso notare come, due secoli dopo, l'Unione di Comuni Terre di Frontiera nella sua forma originaria ricalcava esattamente il Comune di inizio Ottocento. Uggiate contava allora circa 550 abitanti e Trevano 286 abitanti.
Con la Restaurazione del 1814-1815, però, i Comuni vennero di nuovo separati e tornarono a costituire le originarie amministrazioni. Ritornò il governo austriaco (col Regno Lombardo Veneto) ma si stavano ormai affermando gli ideali risorgimentali.
Nel 1848, il 18 marzo, Milano e tutto il Regno Lombardo-Veneto insorse contro gli austriaci; è da notare che in zona ci furono scaramucce tra gli svizzeri e gli austriaci in fuga. L'insurrezione si concluse sostanzialmente con un ritorno allo "status quo", tuttavia aumentava sempre più il risentimento anti-austriaco.

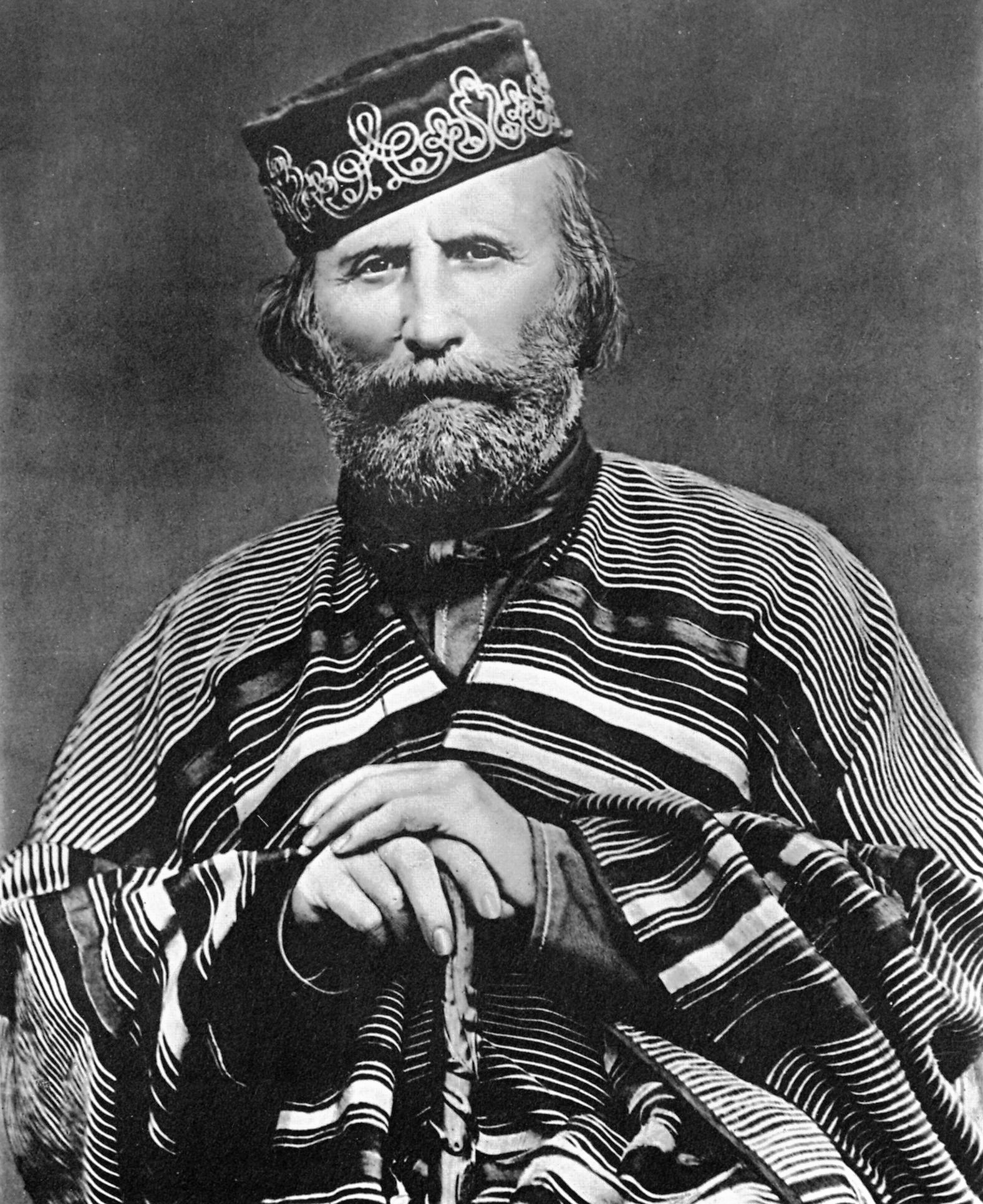
Giuseppe Garibaldi; l'eroe dei Due Mondi nel 1859 attraversò Uggiate con i suoi Cacciatori delle Alpi

Nel 1859, nell'ambito della seconda guerra di indipendenza, Garibaldi attraversò Uggiate il 2 giugno diretto da Varese a Como, dopo aver affrontato gli austriaci nella nota battaglia di San Fermo. L'Eroe dei due Mondi piacque molto agli uggiatesi: le cronache narrano che furono raccolte tra i cittadini 45,20 Lire austriache per la Spedizione dei Mille.
Il 5 giugno 1859 Milano veniva annessa al Regno di Sardegna; a novembre, con la Pace di Zurigo, toccò infine a tutta la Lombardia e a Uggiate Trevano. Vennero formati i primi Consigli comunali ed eletti i primi Sindaci, di nomina regia.
Il finire del secolo vide l'espansione delle vie di trasporto. Fu costruita la ferrovia di Valmorea, ma la zona di Uggiate, tuttavia, per indecisioni e disaccordi, restò priva di collegamenti ferroviari.
Sotto il punto di vista sociale è da registrare la nascita nel 1884 della Società di Mutuo Soccorso fra Operai e Contadini, di ispirazione laica, alla quale si affiancò nel 1885, sotto la spinta del parroco don Mojana, la Società Cattolica di Mutua Beneficenza: iniziava un dualismo che si sarebbe protratto per lunghi anni ma che mai causò reali problemi all'interno della comunità uggiatese.

### I giorni nostri
Il secolo XX si aprì con la tragedia della Grande Guerra: le comunità di Uggiate e Trevano pagarono il loro tributo di sangue con 31 caduti uggiatesi e 22 caduti trevanesi i cui nomi sono registrati sui monumenti realizzati nel 1920 a Uggiate e 1923 a Trevano. Nello stesso anno venne inoltre realizzato, in un terreno situato dietro la chiesa di Somazzo, il "Parco della rimembranza".
Durante il regime fascista si giunse all'unione delle comunità di Trevano e Uggiate. Già negli anni 1927-1928 si era registrato un grande processo di aggregazioni (che portò ad esempio alla nascita dei vicini Comuni di Faloppio e Valmorea): Uggiate e Trevano erano rimasti divisi ma amministrati da un unico Podestà (carica che aveva soppiantato quella di Sindaco). Negli anni successivi il medesimo Podestà (rag. Pedroni), era rimasto in carica solo a Trevano: constatando la difficoltà economica di Trevano fu alla fine presa la decisione di aggregazione, che fu ratificata il 15 novembre 1937 e divenne operativa dal 1º gennaio 1938. L'unificazione aveva comunque una profonda radice nella storia locale, dato che i due paesi avevano da sempre condiviso, e condividono tuttora, un'unica parrocchia.
La seconda guerra mondiale fece precipitare di nuovo le comunità in un abisso di povertà e precarietà; Uggiate Trevano, posto sul confine con la neutrale svizzera, fu risparmiato dai combattimenti ma visse situazioni tragiche, legate al contrabbando e a retate rivolte verso gli ebrei che tentavano di riparare oltre il confine.

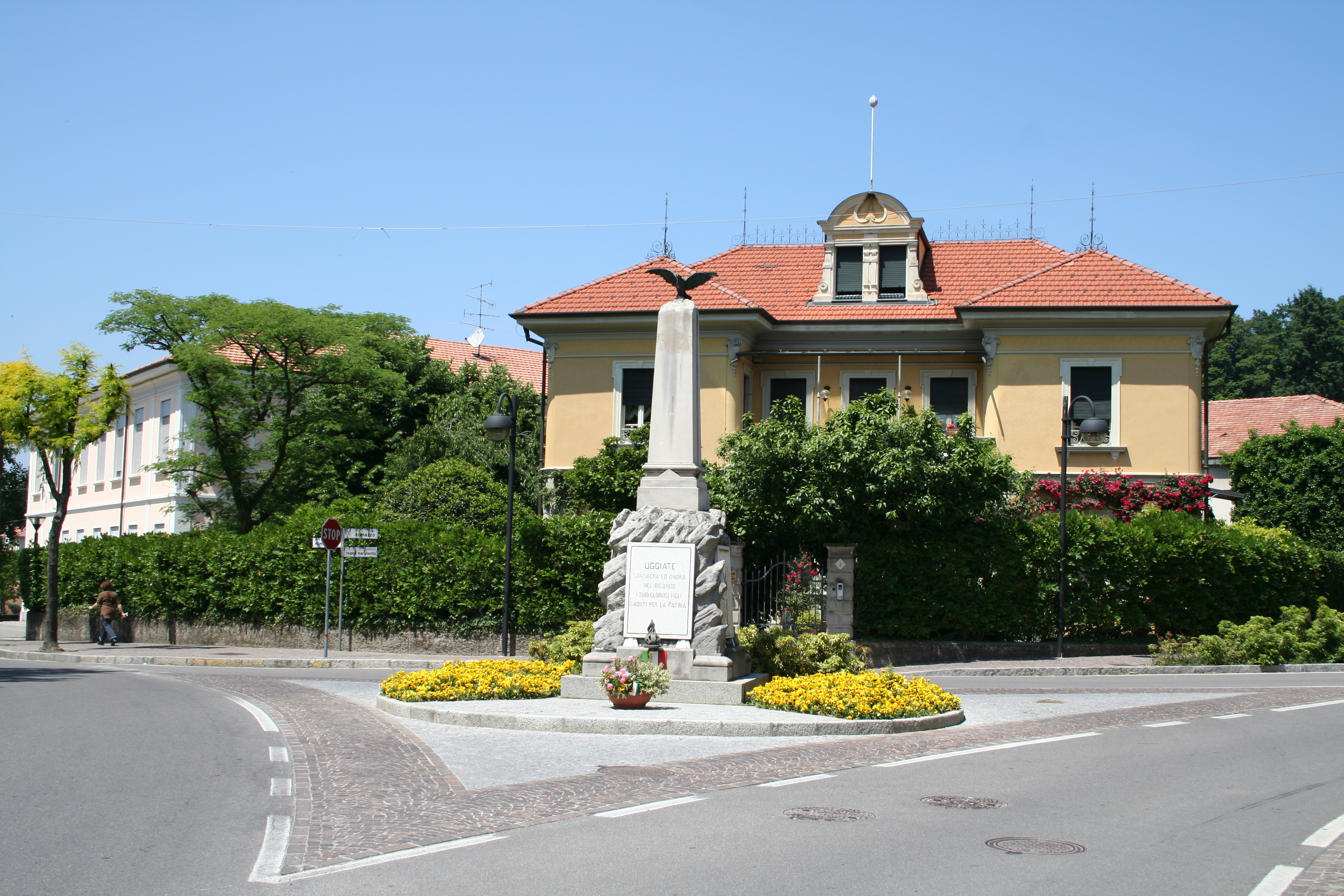
Il Monumento ai Caduti di Uggiate. Dietro Villa Lavizzari, in fondo a sinistra le scuole elementari.

Il 25 luglio 1943, all'arresto di Benito Mussolini, don Sessa, Vicario di Uggiate, suonò le campane ed espose il tricolore sul campanile. La guerra non era però terminata e l'arrivo dei nazisti lo costrinse a una fuga dal paese.
Il paese fu liberato come tutta la Lombardia nella primavera del 1945: il 2 maggio il Comitato di Liberazione Nazionale nominava il primo Sindaco. Le violenze seguite alla guerra non risparmiarono la zona. Trevano fu teatro di un fatto tragico e ancora misterioso: l'esecuzione sommaria in località Punt dala Pàssera di alcuni esponenti della Repubblica di Salò di ambo i sessi per opera di "sconosciuti". La tomba di queste vittime della violenza è ancora presente nel cimitero comunale.
Col ritorno di numerosi reduci (alcuni di loro, inquadrati nel Primo Raggruppamento Motorizzato, avevano partecipato con le truppe americane, inglesi e polacche a tutta la Campagna d'Italia, altri, fatti prigionieri dai tedeschi dopo l'8 settembre, avevano trascorso anni di prigionia in Germania) lentamente la vita civile riprese: il 27 ottobre 1946 si tenne il primo Consiglio Comunale dell'era repubblicana.
La seconda parte del XX secolo ha visto numerosi interventi nel campo della viabilità (asfaltatura strade), sull'acquedotto, per la gestione rifiuti e il passaggio da una economia contadina a un'economia di tipo terziario.
Dal 2002 ha fatto parte - e ospitava la sede - dell'Unione di comuni lombarda Terre di Frontiera.
Il 10 settembre 2023, un referendum consultivo popolare si è espresso favorevolmente alla fusione tra Uggiate-Trevano e Ronago, scegliendo "Uggiate con Ronago" come nome del nuovo comune.

### Simboli
Lo stemma e il gonfalone sono stati concessi con decreto del presidente della Repubblica del 9 luglio 1970.
(Descrizione araldica dello stemma)
(Descrizione araldica del gonfalone)
Lo stemma rappresenta il Monte (l'anfiteatro morenico), il gelso, la spiga di grano, la spiga di segale e la vite (prodotti dell'agricoltura locale). La Croce rimanda alla tradizione religiosa della Comunità.

## Monumenti e luoghi d'interesse

### Architetture religiose

#### Parrocchiale dei Santi Pietro e Paolo a Uggiate

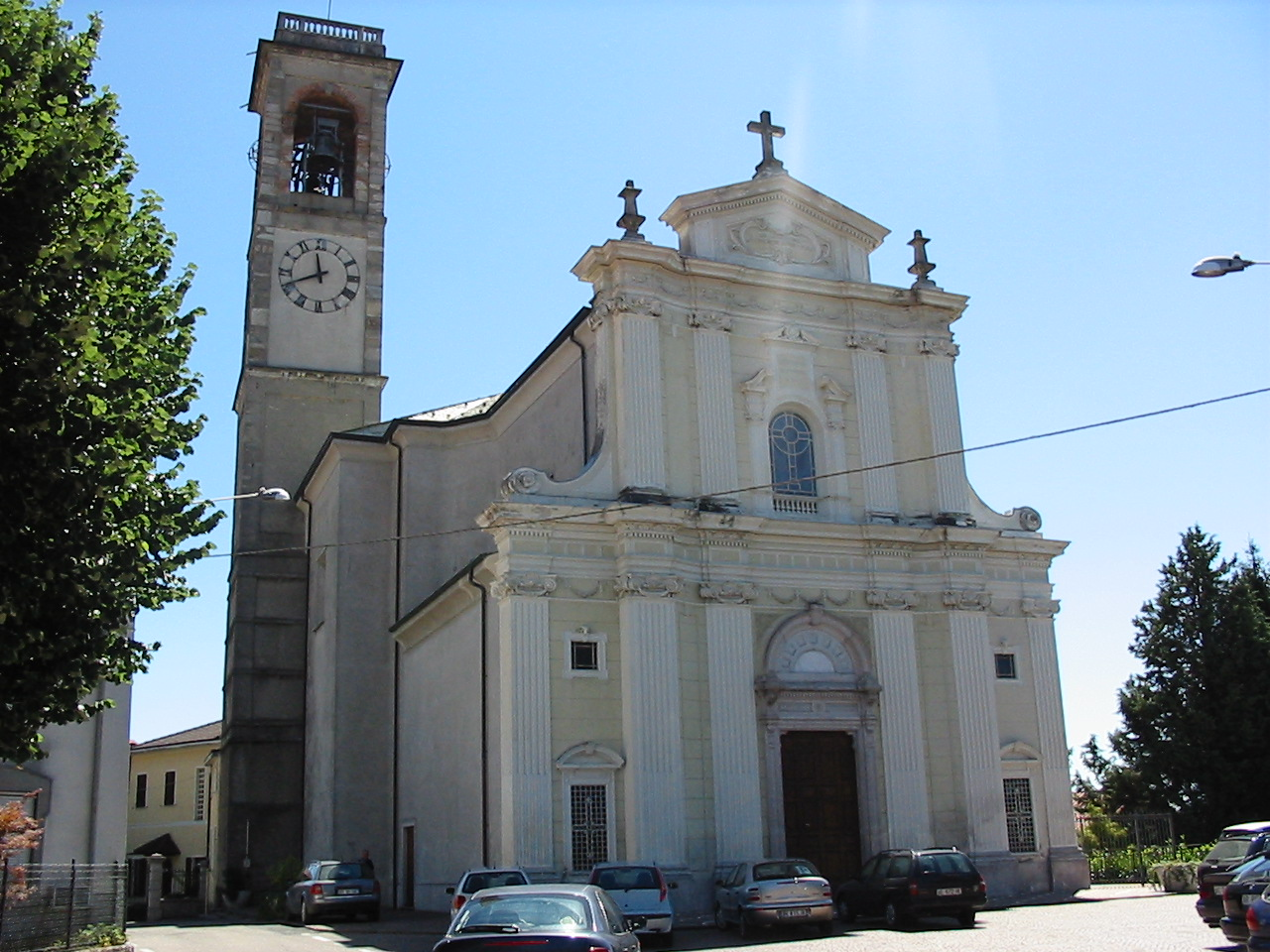
La parrocchiale di Uggiate, dedicata ai Santi Pietro e Paolo

La chiesa parrocchiale di Uggiate, già conosciuta come chiesa collegiata di San Pietro, ha, come detto nella sezione storica, origini antichissime anche se le sue prime descrizioni risalgono al '500, redatte dai vescovi che la visitavano. Per lungo tempo rappresentò la sede della pieve di Uggiate. L'orologio sulla torre campanaria è attestato già dal 1671. Con l'eccezione della facciata, la quale risale al 1906, la chiesa nelle forme che ancora oggi si possono ammirare è un rifacimento del '700: l'interno della chiesa a Navata unica è qualificato dalla decorazione affrescata nel 1737 da Carlo Innocenzo Carloni di Scaria Intelvi. Nell'800 sono stati compiuti lavori di completamento con la realizzazione del coro ligneo mentre risale ai primi anni del Novecento il completamento della facciata. Tra le opere d'arte conservate meritano speciale menzione, oltre all'altare settecentesco e agli affreschi succitati, la statua lignea della Madonna realizzata nel 1864 dall'artista Filippo Villa, le due tele di Paolo Pagani risalenti rispettivamente al 1714 e 1715 (Sant'Antonio che riattacca il piede e Sant'Antonio che per bilocazione va a risuscitare il testimone) e il dipinto raffigurante l'Ultima cena, del 1972, dell'artista locale Torildo Conconi. La chiesa conserva anche una Natività attribuita a Bernardino Luini.

#### Chiesa di San Michele

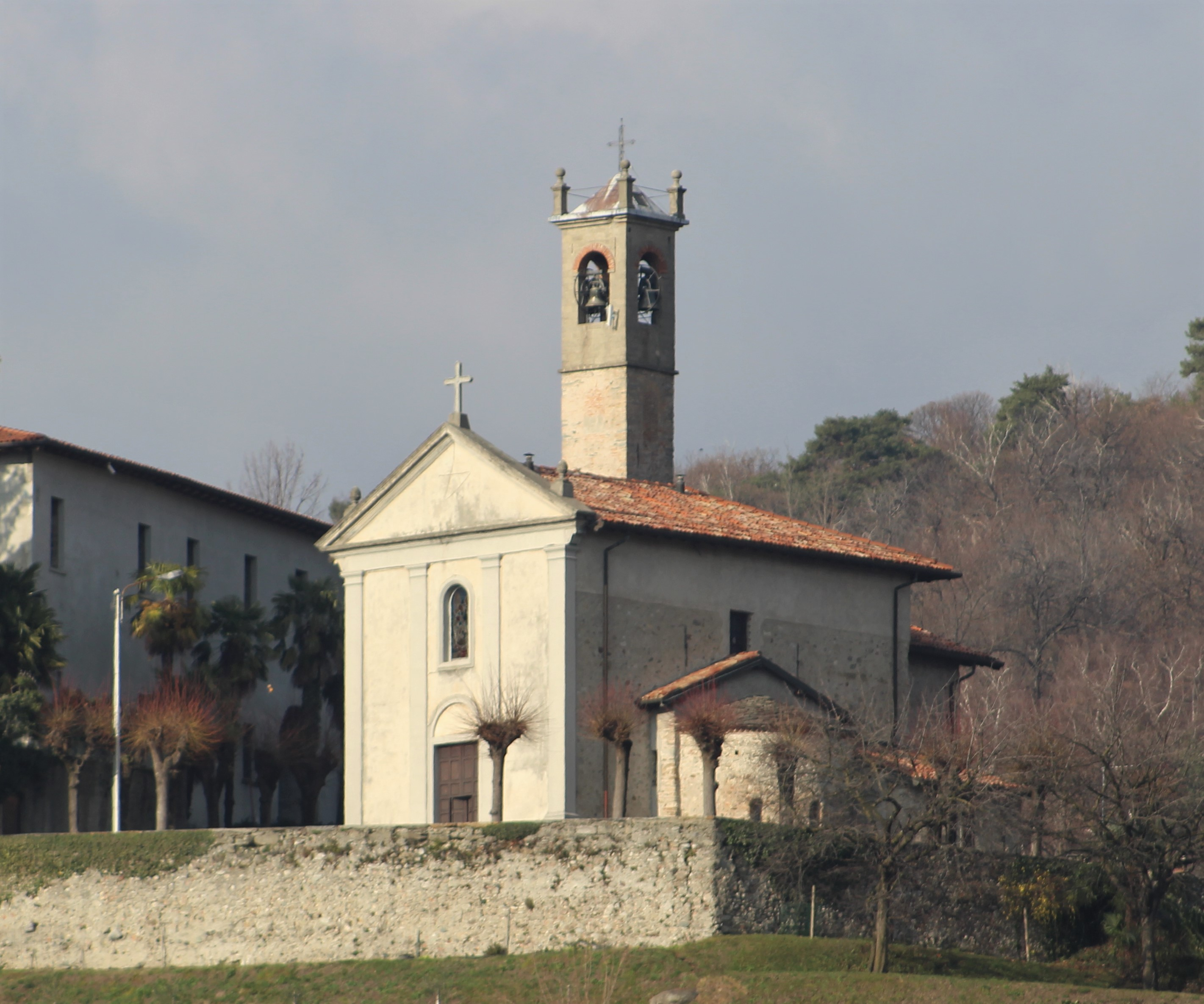
La chiesa di San Michele a Trevano

II colle di Trevano ospita la chiesa di San Michele, il cui nucleo risale al periodo longobardo ma che venne rielaborata più volte nel corso dei secoli. Della chiesa romanica orientata sull'asse est-ovest sopravvivono l'antica facciata (oggi laterale), la parte inferiore dell'abside e, all'interno della chiesa, alcuni affreschi, tra i quali le decorazioni dello strombo di una delle monofore dell'abside. La struttura romanica originaria sarebbe stata conclusa entro la prima metà dell'XI secolo, mentre gli affreschi sarebbero databili al periodo di transizione tra il Mille e il Millecento. Alla seconda metà del Duecento sono invece databili i resti di affresco che, nel catino absidale, raffigurano parte dei dodici apostoli e dei quattro evangelisti. Altri affreschi conservati all'interno della chiesa sono un Sant'Antonio Abate (seconda metà del XV secolo) e una Madonna con il Bambino, San Michele e San Giovanni Battista (1541).

#### Chiesa di San Giuseppe

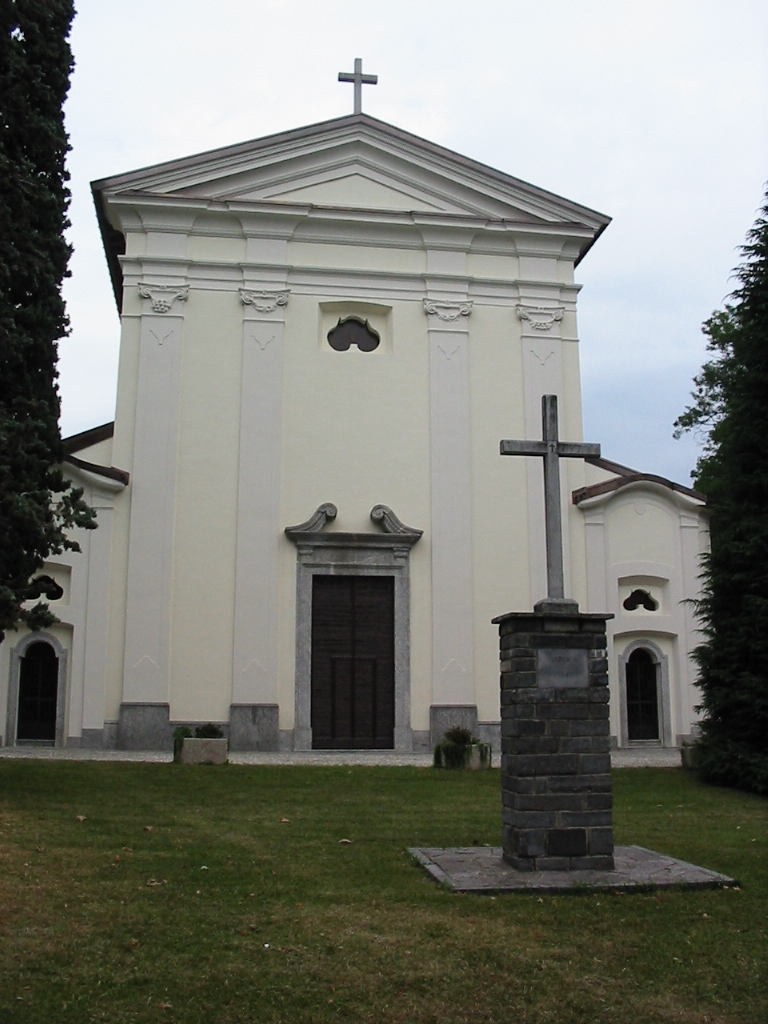
Il Santuario dei Morti di Somazzo, dedicato a San Giuseppe

Il colle di Somazzo ospita la chiesa di San Giuseppe, nota anche come "Santuario dei Morti di Somazzo" o, più semplicemente, come "Santuario di Somazzo". La chiesa fu costruita a partire da un precedente oratorio, già attestato nel XV secolo e dedicato a San Cassiano. Da secoli, il Santuario è méta di rogazioni e pellegrinaggi da parte di fedeli provenienti dai paesi limitrofi. Tra di essi, numerosi fedeli provenienti dal vicino Canton Ticino (in particolare, da Riva San Vitale), che già nel XV secolo erano soliti giungere in processione al Santuario passando per il valico della Pignora. Nel Santuario di Somazzo, il 19 marzo 2021, il vescovo di Como Oscar Cantoni ha ufficialmente affidato la Diocesi a San Giuseppe. Tra le opere conservate nel Santuario - oltre alla statua di San Giuseppe di devozione popolare (1827) che domina l'altare maggiore -  una tela seicentesca raffigurante la Liberazione delle anime del purgatorio, paliotti in scagliola della scuola di Pietro Solari e un crocifisso ligneo realizzato da maestranze intelvesi del XVIII secolo. 

#### Altri luoghi di culto

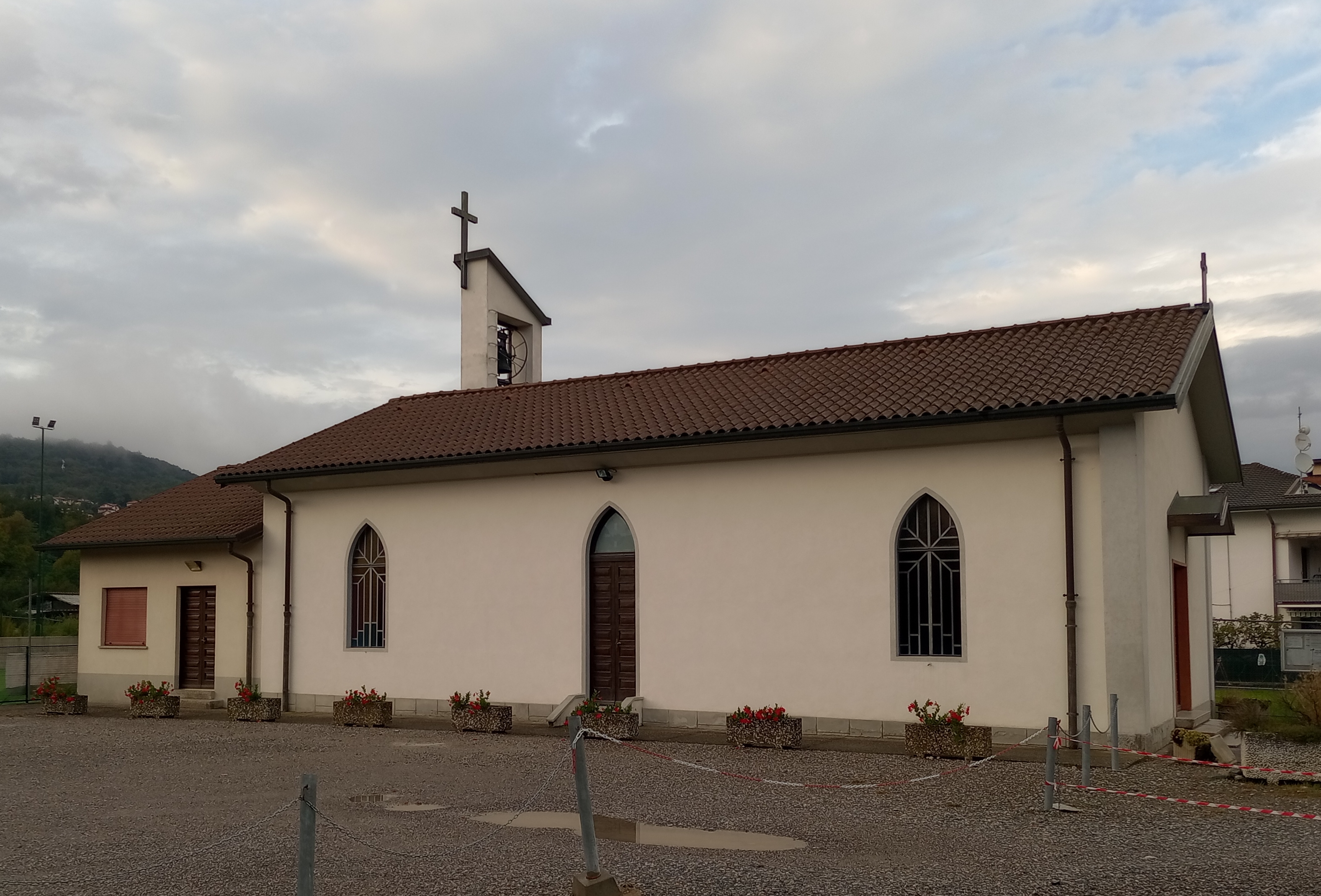
Chiesa di Sant'Antonio ai Mulini

Sul territorio esistono inoltre i seguenti edifici sacri:
- la chiesetta dedicata a sant'Antonio da Padova, realizzata in val Mulini nel 1956-57, a conclusione di un cantiere avviato nel 1952 sulla base di un progetto approvato quattro anni prima[50] (iniziativa favorita nel fatto che, nel biennio 1947-1948, il parroco di Uggiate aveva iniziato a celebrar messa presso un edificio rurale sito in località Cantü[51]);
- la chiesa cimiteriale, progettata da Attilio Terragni (1939) con la facciata decorata dalla Pietà dello scultore Giuseppe Mozzanica;
- la cappella di Santa Rosa da Lima, dotata di campanile a vela, eretta nel 1920 all'interno del parco di Villa Somaini[52] e affrescata da Torildo Conconi, ingloba un architrave intagliata del XVI secolo[52].

Da segnalare sono anche due edicole votive, una situata nel rione detto "della Madunina" (affrescata da Torildo Conconi) e l'altra ricavata in una parete esterna di un'abitazione privata all'incrocio tra le vie XXV aprile e Mulini.

#### Luoghi di culto scomparsi

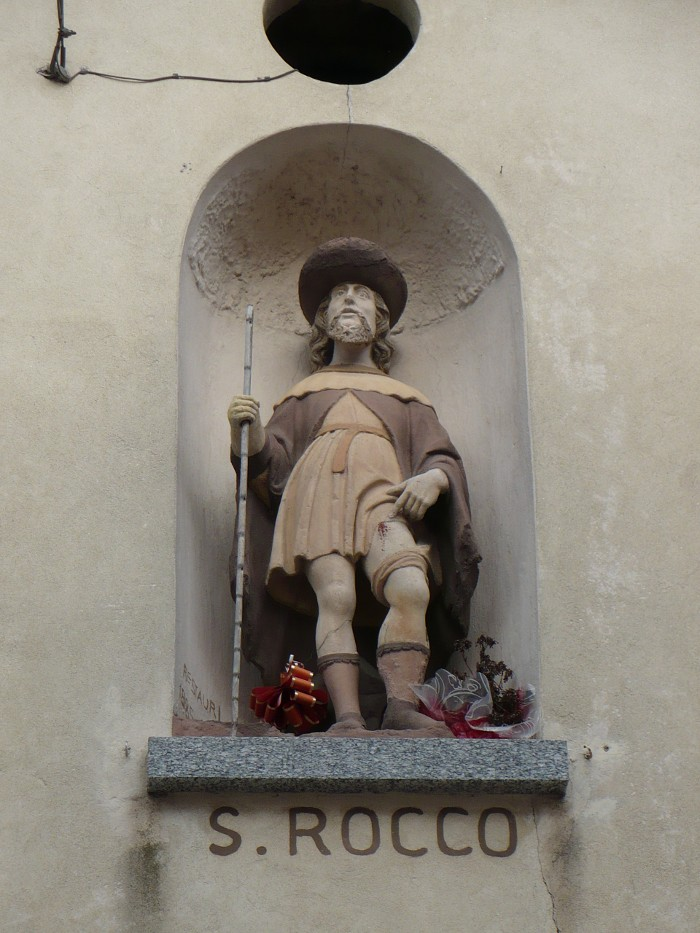
L'immagine di San Rocco a Trevano Inferiore

Per completezza meritano una citazione i seguenti edifici sacri, attualmente scomparsi:
- la ex chiesa di San Rocco, attestata a Trevano Inferiore dal 1523[53] al 1786, ora abitazione privata che conserva una nicchia con la statua del santo;
- la ex cappella di Romazzana, attestata dal 1581 al 1786 e oggi sparita, edificio che nel corso dei secoli ha cambiato più volte dedicazione (dapprima Santa Maria, poi Sant'Anna, quindi di nuovo la Madonna e, infine, San Girolamo);[54]
- la ex chiesa di Sant'Alò (Elia?), attestata nel 1581 nei Molini di Chiasso Maggiore e ancora presente nel catasto teresiano del 1750;[55]
- l'oratorio di Maria Bambina[56], demolito nel 1970, che si trovava al fianco sinistro della chiesa plebana di Uggiate[57].

### Architetture civili

#### Cascina Canova
La "Cascina Canova" è citata per la prima volta negli Statuti di Como del 1335. Il nome Canova fa supporre agli storici che lì poteva esserci un deposito daziario, forse per la distribuzione del sale nella zona, come fa supporre anche la torre-colombera tuttora esistente nella cascina Canova di sotto, che poteva essere il luogo di deposito protetto. Da Canova passava la "strada cavallina" che, affiancando il corso del Lura, collegava Milano-Rho-Saronno con Mendrisio-Capolago e (via lago) Lugano. A Canova la strada si biforcava: da una parte verso Bizzarone-Brusata, dall'altra verso Uggiate-Pignora-Brusata; perciò, quando nel 1760 fu istituito un posto di controllo doganale, fu collocato proprio alle porte di Canova. L'assetto attuale risale al 1850, a seguito di una ristrutturazione effettuata dai padroni della struttura, appartenenti alla nobile famiglia comasca dei Lucini Passalacqua, che trasformarono la struttura in casa rurale, in grado di ospitare 18 famiglie contadine per un totale di circa 80 persone, con un solo servizio igienico in corte. Nell'anno 2009 la struttura è stata totalmente ristrutturata (a cura dell'attuale proprietà) nel rispetto scrupoloso dell'antica disposizione, conservando tutte le caratteristiche della corte lombarda, aperta a sud est. A nord-ovest della Cascina esiste tuttora un antico lavatoio, alimentato con acqua della vicina sorgente, che fino al 1923 veniva usata dagli abitanti della cascina per tutti gli usi domestici.

#### Villa Natta
In località Romazzana si trova Villa Natta. Eretta nel '500 come convento di suore, in seguito divenne una residenza di campagna della nobile famiglia comasca dei Natta. Si tratta di un edificio con pianta a U, costruita da due lunghe ali che racchiudono un cortile che, al tempo dei nobili, comprendeva un giardino all'italiana e un ninfeo. All'interno della villa sono conservati affreschi parietali seicenteschi.

#### Altri edifici
Nel cuore di Uggiate si trova Villa Somaini, risalente al XIX secolo, il cui parco che si estende lungo il tratto di via Matteotti fino al cimitero. Legata alla famiglia dei Somaini è anche la tenuta dell'Annunziata (o Nunziada), fatta costruire in posizione dominante sugli abitati di Uggiate e Trevano da Francesco Somaini.
Nei pressi della chiesa di San Michele a Trevano si trova invece Palazzo Parravicini, realizzato tra i secoli XVI e XVII nel luogo dove probabilmente si trovava un castello. Già villa dell'omonima famiglia di marchesi, costituì la residenza del canonico dell'attiguo edificio religioso.

Degna di nota è anche Villa Lavizzari, ubicata a Uggiate in prossimità del monumento ai caduti.

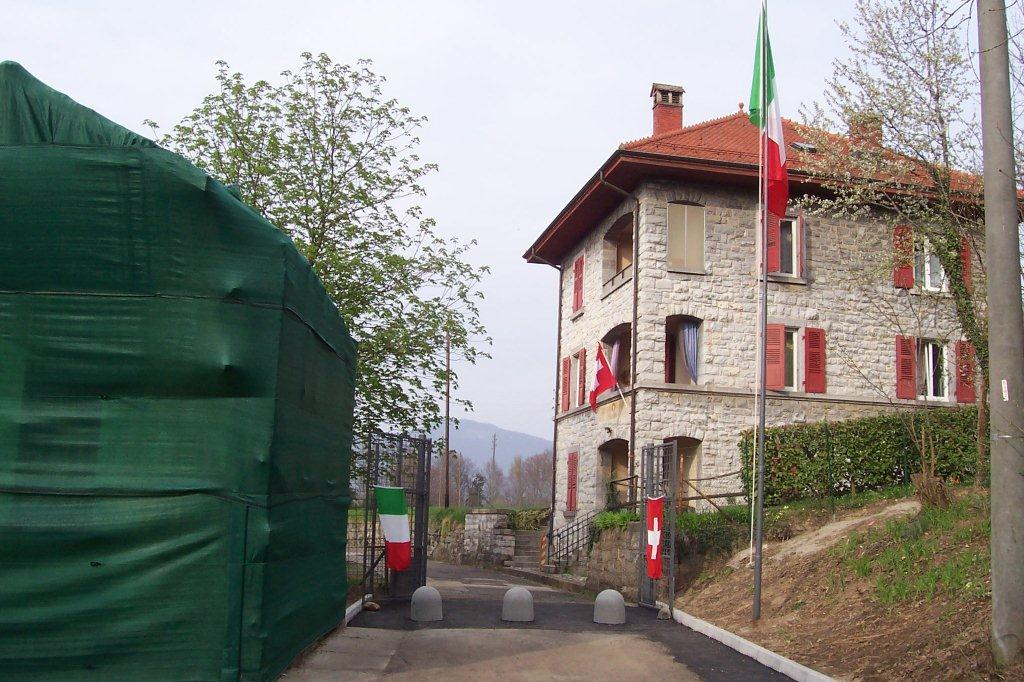
Il valico della Pignora: a sinistra, coperta, la diroccata casermetta italiana; a destra, l'ex dogana svizzera, oggi adibita ad abitazione privata.

### Architetture militari

#### Valico della Pignora
Il valico pedonale in località "Pignora", dopo esser stato chiuso per 28 anni, è stato riaperto il 19 marzo 2011. Non costituisce più un valico commerciale e di transito ma un'attrattiva turistica inserita nel Parco Locale di Interesse Sovracomunale "Sorgenti del Lura"; la sua apertura consente infatti di raggiungere, attraverso un percorso pedonale, gli abitati di Uggiate e Novazzano. Il valico viene aperto per una settimana nel mese di marzo (in occasione della sagra di San Giuseppe) e per tutto il mese di settembre (in occasione della ricorrenza della Madonna Addolorata, celebrata presso il Santuario di Somazzo). Sul lato italiano, l'amministrazione comunale è in trattativa con la proprietà del corpo di guardia, al fine di effettuare un intervento di ristrutturazione che, una volta ultimato, consentirà all'amministrazione comunale di disporre di un fabbricato da adibire ad attività di promozione e tutela del territorio, nonché di promozione turistica e come luogo di incontro tra le popolazioni.

## Società
Localmente, gli abitanti di Uggiate sono comunemente detti uruch, che nel dialetto locale significa "allocco" (è così chiamata in maniera bonaria la statua dell'aquila che sovrasta il locale monumento ai caduti delle guerre mondiali).

### Evoluzione demografica

#### Demografia pre-unitaria
- 1751: 417 abitanti a Uggiate e 292 a Trevano[19][20]
- 1771: 513 abitanti a Uggiate e 304 a Trevano[72][73]
- 1799: 542 abitanti a Uggiate e 200 a Trevano[74][75]
- 1805: 1 077 abitanti a Uggiate e 286 a Trevano[74][75]
- 1809: 1 922 abitanti dopo l'annessione, da parte di Uggiate, dei comuni di Bizzarone, Camnago, Gaggino e Ronago, oltre che del comune di Trevano coi suoi 290 abitanti[74][75]
- 1853: 831 abitanti a Uggiate e 492 a Trevano[76][77]

#### Demografia post-unitaria
Abitanti censiti

### Etnie e minoranze straniere
Uggiate-Trevano era uno dei comuni della provincia di Como con la più bassa percentuale di cittadini stranieri (3,8%, a fronte di una media provinciale del 7,9% e di una media regionale del 10,7%). Al 31 dicembre 2010 risiedevano in totale 167 persone, la nazionalità più numerosa era quella libanese, con 25 cittadini residenti.

### Religione
Risale al 1240 la distribuzione fatta dal marchese Bertoldo di Hohenburg, podestà di Como, e confermata nel 1279, del complesso pievano comasco in quattro parti, attribuite alle quattro porte principali o quattro porte della città" che vedeva la pieve di Uggiate assegnata al quartiere di Porta Torre. Fin dal XII secolo Uggiate è stato dunque sede di un'importante Pieve della diocesi di Como. Nella pieve di Uggiate erano elencate le "ecclesie" di San Pietro, capopieve, San Giorgio di Olgiate, Casanova, Gironico, Cagno. Il clero della chiesa plebana era composto da un "prepositus" e sette canonici. Il vescovo Ninguarda, negli atti della sua visita alla fine del XVI secolo (1589-1593), riporta che nella pieve di Uggiate figuravano costituite le parrocchie Bizzarone, Cagno, Olgiate, Parè. A partire dal XIII secolo e fino alla fine del XVIII secolo l'organizzazione per pievi del territorio dell'episcopato comense funse sostanzialmente da base anche per l'organizzazione amministrativa civile mentre su tale base territoriale si venne a sovrapporre, ma non sempre a coincidere, la struttura vicariale, di valenza più marcatamente istituzionale. Dal XVII al XVIII secolo le parrocchie della pieve di Uggiate erano incluse in un unico vicariato con sede a Uggiate. Il vicariato foraneo di Uggiate cessò di esistere solo con la revisione della struttura territoriale della diocesi di Como attuata nel 1968. Con il decreto 29 gennaio 1968 del vescovo Felice Bonomini, mediante il quale vennero abolite le vicarie fino ad allora esistenti, il territorio della diocesi di Como venne diviso in zone pastorali, comprendenti uno o più vicariati foranei; le parrocchie dell'antico vicariato di Uggiate furono comprese nella zona pastorale III delle Prealpi e nel vicariato di Uggiate. Dal 2011 si è ritornati ai due vicariati precedenti ma con diversa strutturazione; Olgiate con Civello, Maccio, Gironico, Parè e Drezzo, Uggiate con tutte le altre.

### Tradizioni e folclore
- Fiera di San Giuseppe

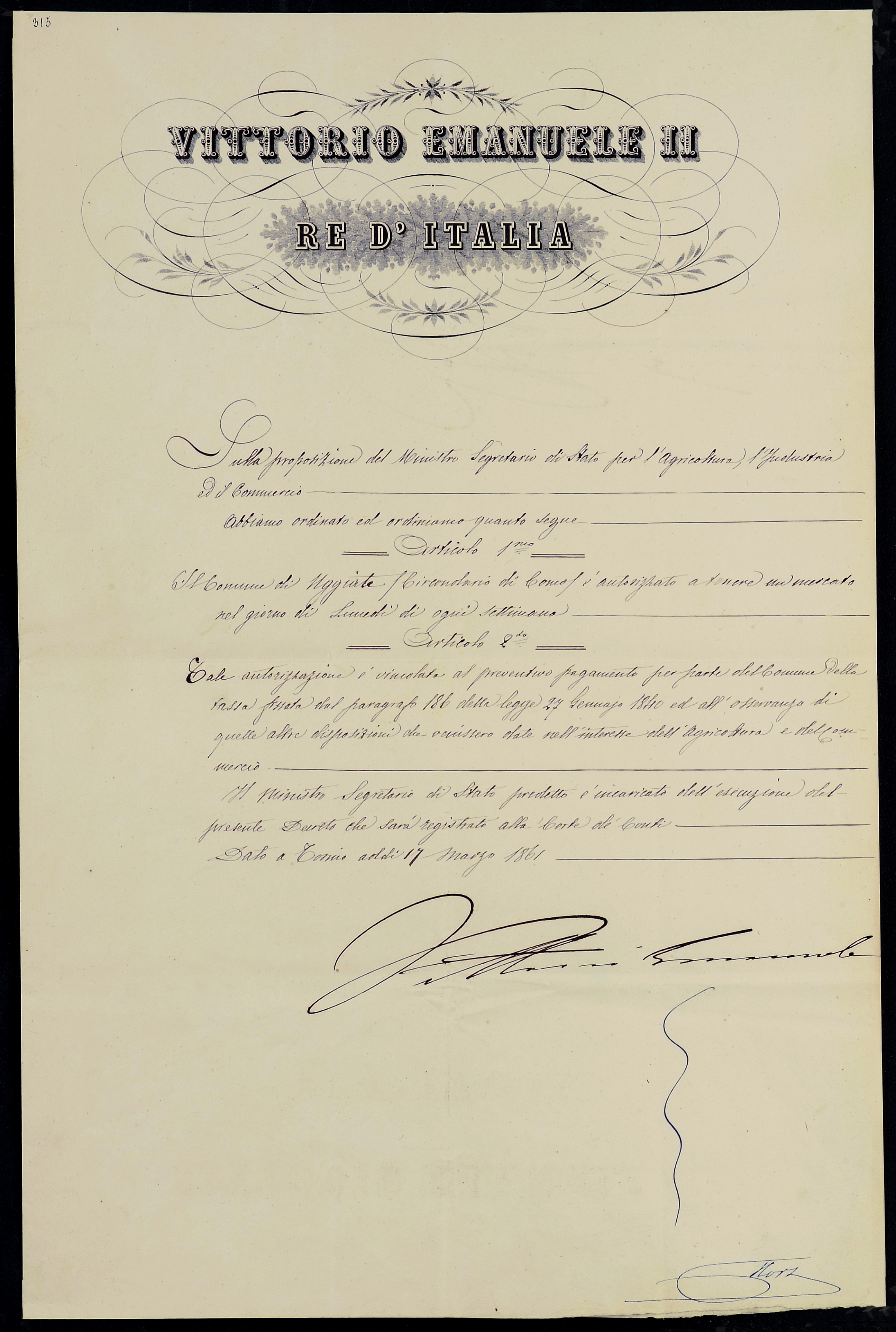
Il Regio Decreto di istituzione del mercato di Uggiate, firmato da Vittorio Emanuele II e datato 17 marzo 1861

La grande devozione degli uggiatesi (e non solo) nei riguardi di San Giuseppe ha portato alla nascita di una suggestiva e affollata fiera, che si tiene ogni anno nella domenica più vicina alla festa del Santo del 19 marzo. La deliberazione comunale per una "fiera di bestiami, granaglie ed altri generi" risale al 12 febbraio 1878 ma il Regio Decreto di istituzione di un mercato a Uggiate risaliva a 17 anni prima, al 17 marzo 1861. Non è poi da escludere che già nei decenni precedenti, data l'importanza che la festa ha assunto a partire dal '600, si tenesse già una sorta di mercato. Oggi la Fiera di san Giuseppe è una delle prime e più affollate (15 000 presenze per l'edizione 2011) del panorama provinciale.
- Festa della Madonna Addolorata

La figura della Madonna Addolorata, la cui statua è conservata nel Santuario di Somazzo e che è rappresentata nell'affresco dell'artista uggiatese Torildo Conconi, detto "della Madunina", nell'omonimo rione, è particolarmente venerata in una festa che si tiene ogni anno nella domenica più prossima al giorno della Memoria liturgica (15 settembre). Il sabato sera la comunità parrocchiale si ritrova presso l'affresco per la recita del rosario; sul Colle di Somazzo, il pomeriggio della domenica, si tiene "l'incanto dei Canestri", durante il quale cesti di prodotti tipici (e qualche animale da cortile) sono messi "all'asta" per le necessità della Parrocchia. A partire dall'anno 2010, sotto la spinta della classe di coscritti del 1960, ha ripreso vigore la tradizione della Sagra della Madonnina, che si svolge presso l'area attrezzata di piazzale Europa, con uno spettacolo pirotecnico la cui origini risalgono al secondo dopoguerra.
- Festa di San Michele

A san Michele, al quale è dedicato l'omonimo edificio di culto a Trevano, è dedicata la festa che si tiene la domenica più prossima al 29 settembre, giorno della memoria liturgica. Il pomeriggio della domenica si tiene "l'incanto dei canestri", in analogia a quello svolto a Somazzo nei giorni precedenti. Durante il fine settimana, in un'area in prossimità della chiesa, si svolge la sagra di san Michele, con il tradizionale spettacolo pirotecnico, riproposto nel 2011 dopo alcuni anni di sospensione.

## Cultura

### Istruzione

#### Biblioteche
La biblioteca comunale, situata in via Garibaldi, ha un patrimonio totale di 23 658 pubblicazioni ed è integrata nel Sistema bibliotecario dell'Ovest Como "Giovanni Annoni", raggiungendo in tal modo la ragguardevole cifra di 628 015 documenti disponibili per l'utente. Secondo gli ultimi dati disponibili la Biblioteca di Uggiate ha il più alto numero di prestiti per abitante (6,39) di tutti i Comuni del Sistema bibliotecario.

#### Scuole
Sul territorio comunale sono presenti le seguenti tipologie di scuole:
- Scuole dell'Infanzia: 1
- Scuole primarie: 1
- Scuole secondarie di primo grado: 1;

#### Eventi
- Note's

Dal 2010, con i Comuni di Cagno, Binago e Solbiate, Uggiate-Trevano ospita l'iniziativa di carattere letterario e musicale "Note's – Scrivere di musica". L'edizione 2011 ha previsto un concorso letterario il cui tema centrale è stato lo scrivere di musica attraverso storie originali. Il concorso è stato suddiviso in due sezioni, una dedicata agli adulti, da veicolare a livello nazionale, e l'altra agli studenti della scuola secondaria, nell'area locale, per incoraggiare i ragazzi a produrre testi di narrativa che avessero come protagonista la musica.
- Frontiere letterarie

Dal 2010 il Comune di Uggiate-Trevano ha partecipato al progetto "Frontiere letterarie", ideato e sostenuto dal Comune di Malnate e dal Comune di Binago. La manifestazione si configura quale laboratorio sperimentale di cultura e lettura nato con la finalità di promuovere autori del territorio comasco, varesino e del Canton Ticino, mirando a un confronto tra terre geograficamente vicine, ma spesso culturalmente e ideologicamente troppo lontane.

## Geografia antropica

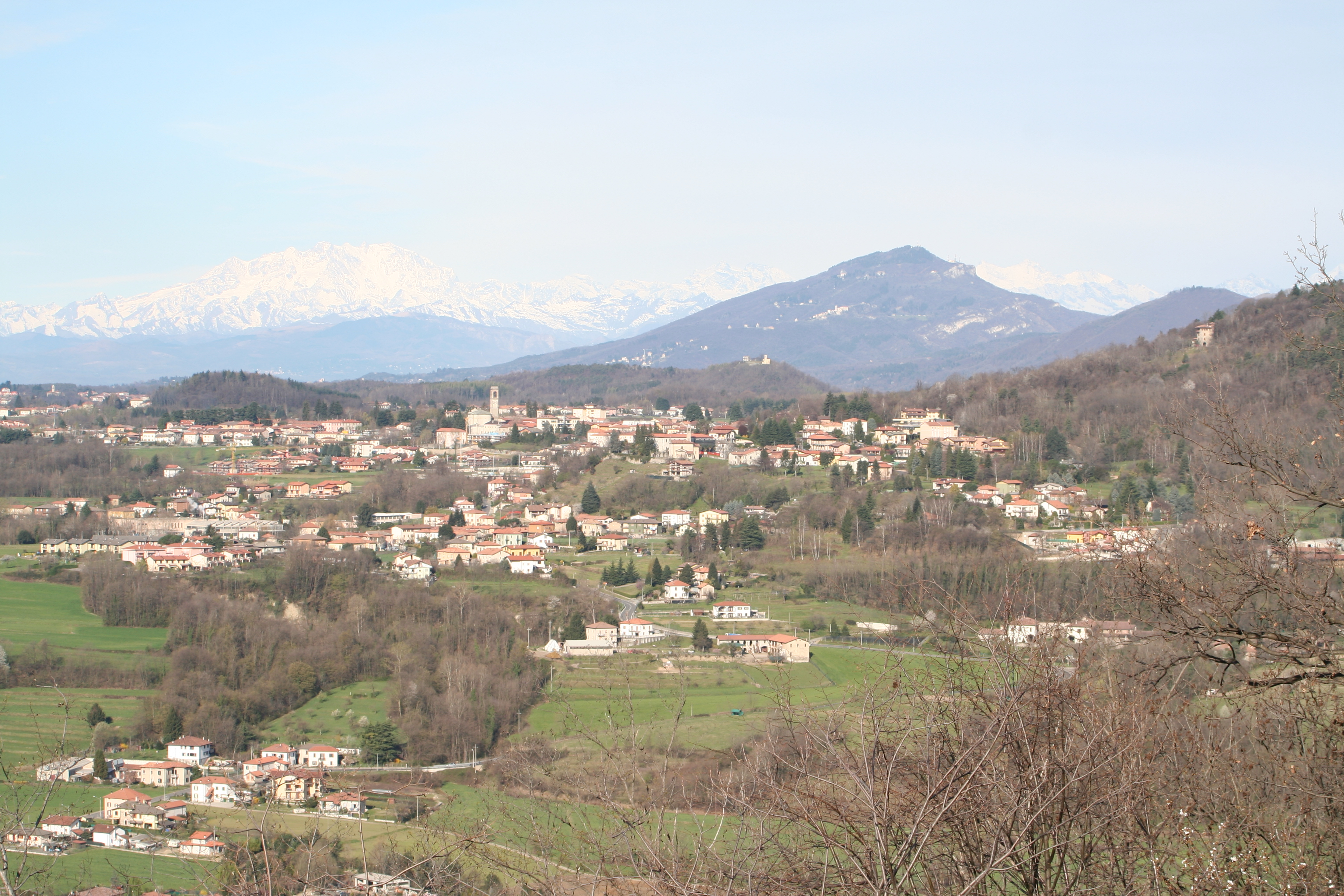
Panoramica su parte della Val Mulini (in basso), Romazzana (a destra, tra i rami), Trevano (al centro) e Uggiate (in alto a sinistra). Sullo sfondo, il massiccio innevato del Monte Rosa

### Urbanistica
Le località di Uggiate e Trevano risalgono a un periodo precedente a quello della dominazione romana, collocandosi in un territorio caratterizzato da una morfologia naturale collinare. Su questa morfologia naturale l'originaria rete di centri di medie e piccole dimensioni e di numerosi nuclei di collina si è andata progressivamente articolando e sviluppando nel corso dei secoli in un sistema urbano strutturato lungo le principali arterie viarie. Il vero sviluppo urbanistico è iniziato a partire dalla seconda metà del Ottocento con l'insediamento dei primi filatoi in centro paese a Uggiate e la formazione di un'urbanizzazione a medio-bassa densità ma sempre più continua e diffusa. Dal secondo dopoguerra lo sviluppo è stato dunque progressivo: risale agli anni settanta, la pianificazione a livello comunale, con l'adozione del programma di fabbricazione e successivamente del piano regolatore, sostituito attualmente dal piano di governo del territorio. La porosità del sistema edificato, dove continuano a essere riconoscibili vuoti e piccole discontinuità, permette al sistema edificato di mantenere importanti relazioni con le parti non edificate.
La relazione paesaggistica del Piano di governo del territorio vigente identifica da un punto di vista paesaggistico ambiti omogenei a seconda dei livelli di sensibilità paesaggistica. Tali ambiti sono:
- Sistema collinare della Val Mulini: comprende un territorio modificato dall'opera dell'uomo e trasformato in un sistema che comprende anche alcuni terrazzamenti per la coltivazione del vigneto. Si sviluppa sul versante esposto a sud con andamento sinuoso e morbido e si caratterizza per la modellazione del terreno attraverso terrazzamenti un tempo coltivati intensamente a vigneto e per la presenza di percorsi turistici ciclo-pedonali caratteristici.
- Sistema dei boschi sul versante collinare a nord: ambito boschivo caratterizzato principalmente da frassino, acero montano e rovere. Sussistono numerosi manufatti legati all'assetto del territorio organizzato per piani di coltivazione orizzontali o sub-orizzontali (muretti, scale, ecc.). All'interno del territorio sono individuabili alcuni nuclei rurali e alcune aziende agricole.
- Sistema fluviale del PLIS: l'ambito corrisponde alle aree di pertinenza del torrente Lura e si estende lungo il suo corso. La riva sinistra del Lura si caratterizza per la presenza di aree fortemente urbanizzate, mentre la riva destra di porzioni di territorio prativo fino al confine con il comuni di Valmorea e Albiolo.
- Sistema urbano collinare: ambito che comprende la maggior parte dell'urbanizzato di Uggiate. Si sviluppa ai piedi dei versanti collinari ed è caratterizzato da una commistione di edificazioni recenti e no. Al suo interno sono riconoscibili alcuni nuclei antichi, ville storiche ed edifici storici isolati.
- Sistema urbano di pianura: si compone della parte di edificato che si sviluppa sul percorso principale verso ovest. Si presenta perlopiù pianeggiante. Si compone prevalentemente di tessuti urbani densi di recente edificazione. La strada di scorrimento che unisce porta a Valmorea divide l'area in due distinte parti.

### Frazioni
Il comune di Uggiate-Trevano era formato dagli antichi centri urbani di Uggiate e Trevano, ormai saldati in un unico corpo urbano e dalla località "Mulini", nella Valle Faloppia.

#### Altre località del territorio
- Romazzana, località sita tra Trevano e la località "Mulini", sotto il colle di Trevano San Michele.
- Canova, piccolo agglomerato al confine di Bizzarone, con due cascine storiche.
- Somazzo, nucleo abitato situato in cima all'omonimo colle, nei pressi della chiesa di San Giuseppe.

## Economia

### Agricoltura
L'economia di Uggiate e di Trevano è storicamente basata sull'attività agricola. Un'importante innovazione fu l'introduzione, già attestata dal 1511, del frumento carlone, il granoturco, che ha costituito per molti secoli, fino al giorno d'oggi, una fonte primaria di sussistenza. Nel '500, nella val Mulini, iniziarono a svilupparsi le prime attività tessili legate a filatoi mossi dall'energia idraulica che andarono ad affiancarsi ai tradizionali molini produttori di farina.
Grande importanza ha rivestito la coltura della vite e la produzione di vino (basti ricordare che nel Catasto Teresiano le viti occupano la maggior parte dei terreni agricoli). Oggi la coltura della vite è ormai praticamente scomparsa: a seguito del mercato unico del nuovo Regno d'Italia e a causa della fillossera che colpì la vite, la produzione vitivinicola fu soppiantata sul finire del secolo XVIII dallo sfruttamento del legno dei boschi appositamente impiantati. Attualmente la tradizione agricola è mantenuta viva da una serie di piccole aziende agricole di coltivatori diretti. Boschi di acacia hanno permesso la nascita di un'industria del miele nel vicino ex-comune di Ronago.

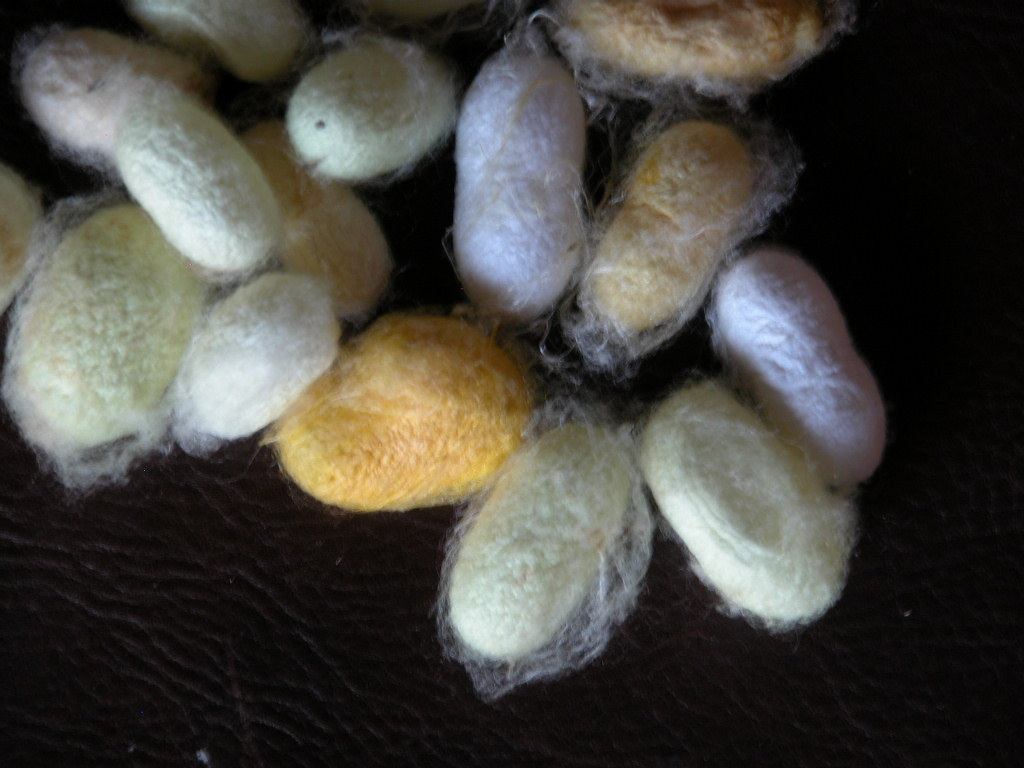
Bozzoli di baco da seta

Un'importantissima attività, sviluppatasi dopo l'Unità d'Italia, a seguito della nascita dei primi consorzi agrari, è stata la bachicoltura, che ha raggiunto l'apice durante il ventennio fascista per poi crollare nel secondo dopoguerra a seguito dell'arrivo nel mercato tessile di numerose fibre sintetiche.
Rimane traccia delle tradizionali attività degli uggiatesi nello stemma comunale che riporta, sotto un crocifisso, tre colline sovrastate da spighe di grano e una foglia di gelso, le cui foglie erano utilizzate in bachicoltura come alimento base per l'allevamento dei bachi da seta.

### Industria e artigianato
Nel secolo XVIII le prime attività industriali hanno preso il posto delle antiche filande nella val Mulini, mentre sul colle di Uggiate le prime tessiture risalgono agli anni venti del XX secolo.
Oggi l'economia uggiatese è caratterizzata dalla presenza di tinto-stamperie e altre piccole attività industriali che si affiancano a un vivace tessuto economico formato da numerose attività artigianali e commerciali.

### Servizi
La gran parte della popolazione è attiva nel settore terziario nelle vicine città di Como e Varese e una cospicua parte di uggiatesi è impiegata nel vicino Cantone Ticino come lavoratori frontalieri.

### Turismo

#### I sentieri

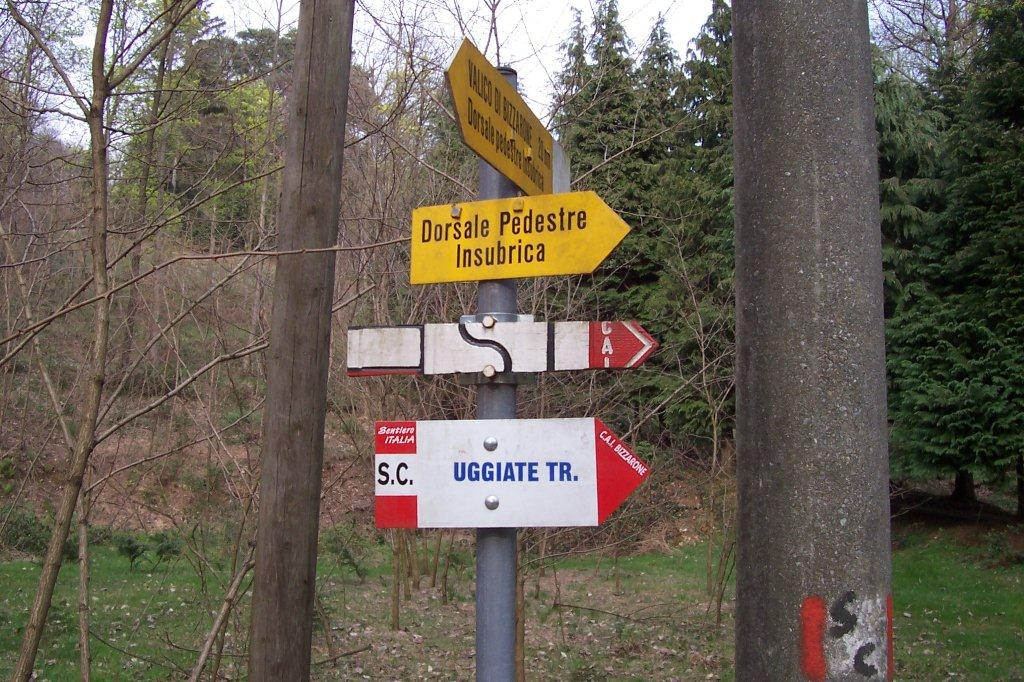
Cartellonistica pedonale in Zona Somazzo

Uggiate-Trevano costituisce un ideale punto di partenza per numerose camminate tra le colline occidentali della Provincia di Como: salendo verso il colle di Somazzo è possibile immettersi sul Sentiero Confinale, parte del Sentiero Italia:
a) all'altezza di via Pioppette se si devia verso est (a destra), il percorso si snoda in collina verso Ronago, per scendere in Val Faloppia e risalire a Drezzo. È possibile seguire il sentiero della Valmulini, che corre ad anello intorno all'intera vallata del Faloppia, snodandosi tra il verde e toccando i mulini e altre testimonianze dell'archeologia industriale. Da Drezzo o da Parè è possibile prendere l'autobus per Como.
b) se si procede verso nord-ovest si incontra il Santuario di S. Giuseppe o dei Morti di Somazzo del secolo XVII, con altare intagliato e paliotti in scagliola; quindi si scende verso Bizzarone.

## Infrastrutture e trasporti
Il territorio comunale era attraversato dalla strada Provinciale 23 e dalla strada Provinciale 18.
I trasporti interurbani di Uggiate-Trevano vengono svolti con autoservizi di linea gestiti dalle società Asf autolinee e FNMAutoservizi.

## Amministrazione
Uggiate-Trevano, durante la storia dell'Italia repubblicana, ha visto l'alternarsi di 8 diversi sindaci, appartenenti a liste della Democrazia Cristiana fino al 1995 e in seguito appartenenti a lista civica.
| Periodo         | Periodo          | Primo cittadino               | Partito                      | Carica  | Note    |
| --------------- | ---------------- | ----------------------------- | ---------------------------- | ------- | ------- |
| 2 maggio 1945   | 26 ottobre 1946  | Giuseppe Bernasconi fu Pietro | Partito Comunista Italiano   | Sindaco | [ N 6 ] |
| 27 ottobre 1946 | 26 maggio 1956   | Piero Frangi                  | Democrazia Cristiana         | Sindaco |         |
| 27 maggio 1956  | 6 giugno 1970    | Piero Pugnetti                | Democrazia Cristiana         | Sindaco |         |
| 7 giugno 1970   | 14 giugno 1975   | Antonino Roncoroni            | Democrazia Cristiana         | Sindaco |         |
| 15 giugno 1975  | 11 maggio 1985   | Piero Quadranti               | Democrazia Cristiana         | Sindaco |         |
| 12 maggio 1985  | 22 aprile 1995   | Silvano Baruffini             | Democrazia Cristiana         | Sindaco |         |
| 23 aprile 1995  | 12 giugno 2004   | Fortunato Turcato             | Lista Indipendenti           | Sindaco |         |
| 13 giugno 2004  | 7 giugno 2009    | Ermes Tettamanti              | Lista Indipendenti           | Sindaco |         |
| 8 giugno 2009   | 26 maggio 2019   | Fortunato Turcato             | Lista Civica Uggiate-Trevano | Sindaco |         |
| 27 maggio 2019  | 31 dicembre 2023 | Rita Lambrughi                | Lista Civica                 | Sindaco |         |

### Gemellaggi
- Adelsdorf, dal 1998[101]
- Ruaudin, dal 2013
- Halinga, dal 2016[102][103]
- Pakruojis, dal 2016[102][103]
- Rundāle, dal 2016[102][103]
- Rypin, dal 2016[102][103]
- Pietà, dal 2016[102][103]

### Esplicative
1. ↑  Per il dialetto comasco, si utilizza l'ortografia ticinese, introdotta a partire dal 1969 dall'associazione culturale Famiglia Comasca nei vocabolari, nei documenti e nella produzione letteraria.
2. ↑  alle spalle dell'attuale sede dell'Unione di Comuni Terre di Frontiera
3. ↑  Si veda a proposito la esaustiva ricerca presentata in (Mascetti, 2002, Tomo 1, Capitolo VII)
4. ↑  Durante il referendum, i cittadini erano stati chiamati a esprimere la propria preferenza per una tra le seguenti denominazioni:
A) UGGIATE TREVANO CON RONAGO;
B) UGGIATE CON RONAGO;
C) MONTEPRATO;
D) CIVITANOVA COMENSE;
E) SAN GIUSEPPE AL COLLE.
5. ↑  Il Decreto, conservato negli archivi comunali uggiatesi, porta la stessa data di quello, ben più famoso, che ha sancito la nascita del Regno d'Italia.
6. ↑  Nominato dal CLN di Uggiate-Trevano tramite scrutinio tra rappresentanti della Democrazia Cristiana, del Partito Socialista Italiano e del Partito Comunista Italiano

### Bibliografiche
1. ↑  Dato Istat - Popolazione residente al 30 novembre 2020 (dato provvisorio).
2. ↑   Classificazione sismica (XLS), su rischi.protezionecivile.gov.it.
3. ↑   Tabella dei gradi/giorno dei Comuni italiani raggruppati per Regione e Provincia (PDF), in Legge 26 agosto 1993, n. 412, allegato A, Agenzia nazionale per le nuove tecnologie, l'energia e lo sviluppo economico sostenibile, 1º marzo 2011,  p. 151. URL consultato il 25 aprile 2012 (archiviato dall'url originale il 1º gennaio 2017).
4. ↑   AA. VV., Dizionario di toponomastica. Storia e significato dei nomi geografici italiani., Milano, Garzanti, 1996,  p. 675, ISBN 88-11-30500-4.
5. 1 2   Uggiate-Trevano: clima e dati geografici, su comuni-italiani.it, www.comuni-italiani.it. URL consultato il 22 giugno 2012.
6. ↑   Uggiate-Trevano: comuni limitrofi, su comuni-italiani.it, http://www.comuni-italiani.it. URL consultato il 22 giugno 2012.
7. ↑   GeoPortale della Lombardia rete idrica, su cartografia.regione.lombardia.it. URL consultato il 27 giugno 2012.
8. ↑   Mario Mascetti, Uggiate Trevano una comunità e la sua pieve, Comune di Uggiate-Trevano, 2002. ISBN non esistente
9. ↑   Associazione PRO VAL MULINI ONLUS VAL FALOPPIA, su provalmulini.eu. URL consultato il 27 giugno 2012.
10. ↑   B. Campana, Un geologo parla del suo Paese, Losone (Ticino), 1988. ISBN non esistente
11. ↑   Zona Sismica. Uggiate-Trevano, su tuttitalia.it. URL consultato il 25 giugno 2012.
12. ↑   Microclimi dell'Olgiatese, su meteovalmorea.it. URL consultato il 25 giugno 2012 (archiviato dall'url originale il 25 maggio 2012).
13. ↑   Classificazione sismica e climatica, su tuttitalia.it. URL consultato il 22 giugno 2012.
14. 1 2 3 4 5 6 7 8  Borghese, p. 422.
15. ↑  D. Olivieri, Dizionario di toponomastica lombarda, Milano 1931
16. 1 2  AA.VV., Una chiesa tra lago e montagne, p. 132.
17. 1 2 3  AA.VV., Il Santuario di Somazzo, p. 5.
18. 1 2 3 4 5  Mascetti, vol, 2, p. 961.
19. 1 2 3   Comune di Uggiate, sec. XIV - 1757 – Istituzioni storiche – Lombardia Beni Culturali, su lombardiabeniculturali.it. URL consultato il 19 maggio 2020.
20. 1 2 3   Comune di Trevano, sec. XIV - 1757 – Istituzioni storiche – Lombardia Beni Culturali, su lombardiabeniculturali.it. URL consultato il 19 maggio 2020.
21. ↑  Associazione Culturale La Fucina» Blog Archive» Curiosità: la devozione alle giovani murate di Somazzo in un cortometraggio della televisione svizzera Archiviato il 12 dicembre 2008 in Internet Archive.
22. ↑  Archivio Museo Garibaldi, Como, CXII, fascicolo 1
23. ↑  Parrocchia di Uggiate
24. ↑   UGGIATE E RONAGO, IL REFERENDUM DICE SÌ ALLA FUSIONE, su www.laprovinciadicomo.it, 10 settembre 2023. URL consultato l'11 settembre 2023.
25. ↑   Il nuovo Comune di Uggiate con Ronago (CO), su Tuttitalia.it. URL consultato il 30 dicembre 2023.
26. ↑   BOLLETTINO UFFUCIALE n. 52 Regione Lombardia - Serie Ordinaria - Sabato 30 dicembre 2023, su bollettino.regione.lombardia.it.
27. 1 2   Blasonatura stemma e gonfalone di Uggiate-Trevano, su comuni-italiani.it. URL consultato il 27 giugno 2012.
28. ↑   Chiesa di S. Michele a Trevano, su comune.uggiate-trevano.co.it. URL consultato il 4 maggio 2023.
29. ↑  Zastrow, p. 32.
30. ↑  Zastrow, pp. 17-21.
31. ↑  Zastrow, p. 23.
32. ↑  Zastrow, p. 49.
33. ↑  Zastrow, p. 64.
34. ↑  Zastrow, pp. 69, 71.
35. ↑  Zastrow, p. 79.
36. ↑   Chiesa di S. Michele a Trevano, su terredifrontiera.co.it. URL consultato il 21 maggio 2023.
37. ↑   Chiesa di S. Giuseppe a Somazzo, su comune.uggiate-trevano.co.it. URL consultato l'11 novembre 2023.
38. 1 2   La leggenda e la profezia In processione per l’acqua, su Corriere del Ticino, 14 marzo 2022. URL consultato il 5 novembre 2023.
39. 1 2   Dalla Svizzera a Uggiate Sulla collina dei morti, su www.laprovinciadicomo.it, 16 marzo 2012. URL consultato il 5 novembre 2023.
40. 1 2   La Diocesi di Como affidata a San Giuseppe – COMUNITÀ Pastorale San Luigi Guanella, su comunitasanluigiguanella.it. URL consultato l'11 novembre 2023.
41. 1 2   Dalla Svizzera a Somazzo A Uggiate il rito dei Vitt, su www.laprovinciadicomo.it, 21 marzo 2013. URL consultato l'11 novembre 2023.
42. 1 2   Chiesa di S. Giuseppe - complesso, Uggiate-Trevano (CO), su lombardiabeniculturali.it.
43. ↑  AA.VV., Il Santuario di Somazzo, p. 31.
44. 1 2 3   Ente Turistico del Mendrisiotto e Basso Ceresio (a cura di), Novazzano - La dogana di Pignora, in pannello esplicativo sito in Via alla Chiesa a Novazzano.
45. ↑   San Giuseppe: un esempio di responsabilità, rifuggendo la tentazione del protagonismo, su Settimanale della Diocesi di Como, 19 marzo 2021. URL consultato l'11 novembre 2023.
46. ↑  AA.VV., Il Santuario di Somazzo, p. 34.
47. ↑  AA.VV., Il Santuario di Somazzo, pp. 31-32.
48. 1 2  AA.VV., Il Santuario di Somazzo, pp. 15-16.
49. ↑  Mascetti, vol, 2, p. 956.
50. ↑  Mascetti, vol. 2, pag. 977.
51. ↑  AA. VV., Quaderni [...], p. 45.
52. 1 2  Mascetti, vol. 2, pag. 978.
53. ↑  Mascetti, vol. 2, p. 969.
54. ↑  Mascetti, vol. 2, pag. 970.
55. ↑  Mascetti, vol. 2, pag. 976.
56. ↑  AA.VV., Il Santuario di Somazzo, pp. 27-28.
57. ↑   Mario Mascetti, Uggiate in festa, in il Settimanale, 10 novembre 2012.
58. ↑   Mario Mascetti, Uggiate Trevano una comunità e la sua pieve, Comune di Uggiate-Trevano, 2002.
59. ↑   Villa Natta, Via Romazzana, 2,4 - Uggiate-Trevano (CO) – Architetture – Lombardia Beni Culturali, su lombardiabeniculturali.it. URL consultato il 26 febbraio 2020.
60. 1 2 3 4  (EN) LA VILLA, su B&B Villa Natta. URL consultato il 26 febbraio 2020.
61. ↑   Villa Somaini - complesso, Via Matteotti, 12 (P),14 - Uggiate-Trevano (CO) – Architetture – Lombardia Beni Culturali, su lombardiabeniculturali.it. URL consultato il 26 febbraio 2020.
62. ↑   La sfida di due giovani sorelle Una Spa per salvare la collina, su laprovinciadicomo.it. URL consultato il 26 febbraio 2020.
63. ↑   La storia antica e moderna | Tenuta de l’Annunziata, su tenutadelannunziata.it. URL consultato il 26 febbraio 2020.
64. ↑   Palazzo Parravicini, Via S. Michele - Uggiate-Trevano (CO) – Architetture – Lombardia Beni Culturali, su lombardiabeniculturali.it. URL consultato il 26 febbraio 2020.
65. ↑  (EN) Palazzo Parravicini Uggiate-trevano,XVI XVII - XVI XVII, su catalogo.beniculturali.it. URL consultato il 18 maggio 2023.
66. ↑   Palazzo Parravicini, Uggiate-Trevano (CO), su lombardiabeniculturali.it.
67. ↑   Chiesa di S. Michele - complesso, Uggiate-Trevano (CO), su lombardiabeniculturali.it.
68. 1 2  Zastrow, p. 11.
69. ↑   Riapertura del Valico della Pignora, su caffe.ch. URL consultato il 22 giugno 2012.
70. ↑   PLIS sorgenti del Lura, su comune.luratecaccivio.co.it. URL consultato il 22 giugno 2012 (archiviato dall'url originale il 29 luglio 2012).
71. ↑   Il piccolo valico che apre solo due volte l’anno (una per San Giuseppe), su Corriere del Ticino, 19 marzo 2021. URL consultato l'11 novembre 2023.
72. ↑   Comune di Uggiate, 1757 - 1797 – Istituzioni storiche – Lombardia Beni Culturali, su lombardiabeniculturali.it. URL consultato il 19 maggio 2020.
73. ↑   Comune di Trevano, 1757 - 1797 – Istituzioni storiche – Lombardia Beni Culturali, su lombardiabeniculturali.it. URL consultato il 19 maggio 2020.
74. 1 2 3   Comune di Uggiate, 1798 - 1815 – Istituzioni storiche – Lombardia Beni Culturali, su lombardiabeniculturali.it. URL consultato il 19 maggio 2020.
75. 1 2 3   Comune di Trevano, 1798 - 1809 – Istituzioni storiche – Lombardia Beni Culturali, su lombardiabeniculturali.it. URL consultato il 19 maggio 2020.
76. ↑   Comune di Uggiate, 1816 - 1859 – Istituzioni storiche – Lombardia Beni Culturali, su lombardiabeniculturali.it. URL consultato il 19 maggio 2020.
77. ↑   Comune di Trevano superiore, 1816 - 1859 – Istituzioni storiche – Lombardia Beni Culturali, su lombardiabeniculturali.it. URL consultato il 19 maggio 2020.
78. ↑  Dati tratti da:
  -  Popolazione residente dei comuni. Censimenti dal 1861 al 1991 (PDF), su ebiblio.istat.it, ISTAT.
  -  Popolazione residente per territorio – serie storica, su esploradati.censimentopopolazione.istat.it.
Nota bene: il dato del 2021 si riferisce al dato del censimento permanente al 31 dicembre di quell'anno.
79. ↑   tuttitalia.it,  http://www.tuttitalia.it/lombardia/81-uggiate-trevano/statistiche/cittadini-stranieri-2011/. URL consultato il 26 giugno 2012.
80. ↑   Cittadini Stranieri – Uggiate-Trevano, su tuttitalia.it, Comuni-italiani.it. URL consultato il 26 giugno 2012.
81. ↑   Matteo Gianoncelli, Como e il suo territorio: le vicende degli ordinamenti territoriali comaschi dall'epoca romana agli albori dell'età moderna, Società Villa Gallia, 1982.
82. ↑   pieve dei Santi Pietro e Paolo, su lombardiabeniculturali.it. URL consultato il 26 giugno 2012.
83. ↑   Niguarda, Atti della visita pastorale diocesana di F. Feliciano Ninguarda vescovo di Como (1589-1593), ordinati e annotati dal Sac. Dott. Santo Monti e pubblicati per cura della Società Storica Comense negli anni 1892-1898, Edizioni New Press Como, 1992.
84. ↑   Felice Bonomini, Istituzione delle zone pastorali, Bollettino Ecclesiastico Ufficiale della Diocesi di Como, 1968.
85. ↑  "Guida della Diocesi di Como", 2012
86. ↑   «La collina dei morti». I pellegrini del..., 12 marzo 2023. URL consultato il 21 maggio 2023.
87. ↑  La Provincia di Como - Sole e grande folla per la fiera di Uggiate
88. ↑  Camera di commercio di Como - Fiere e manifestazioni in provincia Archiviato il 13 febbraio 2010 in Internet Archive.
89. ↑   ovestcomobiblioteche.it,  https://web.archive.org/web/20131224104816/http://www.ovestcomobiblioteche.it/biblioteche_01.asp?id=30. URL consultato il 25 giugno 2012 (archiviato dall'url originale il 24 dicembre 2013).
90. 1 2   ovestcomobiblioteche.it,  https://web.archive.org/web/20131224111619/http://www.ovestcomobiblioteche.it/documents/Analisi_patrimonio_2008.xls. URL consultato il 25 giugno 2012 (archiviato dall'url originale il 24 dicembre 2013).
91. ↑   ovestcomobiblioteche.it,  https://web.archive.org/web/20120712114026/http://www.ovestcomobiblioteche.it/sistema_bibliotecario.asp. URL consultato il 25 giugno 2012 (archiviato dall'url originale il 12 luglio 2012).
92. ↑   ovestcomobiblioteche.it,  https://web.archive.org/web/20131224105623/http://www.ovestcomobiblioteche.it/documents/Raffronto_prestiti_2007-2008.xls. URL consultato il 25 giugno 2012 (archiviato dall'url originale il 24 dicembre 2013).
93. ↑   comuni-italiani.it,  http://www.comuni-italiani.it/013/228/scuole/. URL consultato il 25 giugno 2012.
94. ↑  Note's – Scrivere di musica Archiviato il 7 luglio 2011 in Internet Archive.
95. ↑  Frontiere Letterarie - Il festival letterario che abbatte i confini letterari e geografici Archiviato il 5 dicembre 2011 in Internet Archive.
96. ↑   212.78.2.156,  https://web.archive.org/web/20131224111350/http://212.78.2.156/pgt_uggiate/files/PGT//Piano%20di%20Governo%20del%20Territorio//Elaborati%20generali//RELAZIONE_PGT.pdf. URL consultato il 6 luglio 2012 (archiviato dall'url originale il 24 dicembre 2013).
97. ↑   212.78.2.156,  https://web.archive.org/web/20131224113500/http://212.78.2.156/pgt_uggiate/files/PGT%20Vigente//ELABORATI%20GENERALI//relazione%20PGT%20paesaggio%20-%20VIGENTE.pdf. URL consultato il 6 luglio 2012 (archiviato dall'url originale il 24 dicembre 2013).
98. ↑   212.78.2.156,  https://web.archive.org/web/20131224102606/http://212.78.2.156/pgt_uggiate/index.php?param=&sort_file=asc. URL consultato il 6 luglio 2012 (archiviato dall'url originale il 24 dicembre 2013).
99. ↑   Cultura Provincia di Como. Passeggiate, su cultura.provincia.como.it. URL consultato il 28 giugno 2012 (archiviato dall'url originale il 19 ottobre 2009).
100. ↑   Stradario ViaMichelin Uggiate-Trevano, su viamichelin.it. URL consultato il 25 giugno 2012 (archiviato dall'url originale il 17 settembre 2012).
101. ↑   Gemellaggi della Regione Lombardia (PDF), su aiccrelombardia.files.wordpress.com. URL consultato il 22 giugno 2012.
102. 1 2 3 4 5   Gemellaggio tra il Comune di Uggiate-Trevano e i Comuni di Halinga, Pakruojis, Rundale, Rypin, Tal-Pietà, su comune.uggiate-trevano.co.it. URL consultato il 27 ottobre 2019 (archiviato dall'url originale il 16 febbraio 2020).
103. 1 2 3 4 5   UNA FESTA RECORD DI GEMELLAGGI A UGGIATE TREVANO, su aiccrelombardia.wordpress.com.

### Altre fonti
- LombardiaBeniCulturali: istituzioni Uggiate-Trevano, su lombardiabeniculturali.it. URL consultato il giugno 2012.